# Circonscription de Chora
La circonscription de Chora est une des 177 circonscriptions législatives de l'État fédéré Oromia, elle se situe dans la Zone Illubabor. Son représentant actuel est Mustefa Werqu Techa.